# ヒューロン郡 (オハイオ州)
ヒューロン郡（英: Huron County）は、アメリカ合衆国オハイオ州の北部に位置する郡である。2010年国勢調査での人口は59,626人であり、2000年の59,487人から0.2%増加した。郡庁所在地はノーウォーク市（人口17,012人）であり、同郡で人口最大の都市でもある。
ヒューロン郡はその全体で、ノーウォーク小都市圏を構成している。

## 歴史
ヒューロン郡はかつて五大湖地域に住んでいたヒューロン族インディアンから郡名が採られた。「ヒューロン」という言葉はフランス語の可能性があるが、その語源については論争が続いている。領域は昔のコネチカット西部保留地の中にあり、ファイアランドと呼ばれる小地域に入っている。郡が設立されたときはそのファイアランド全体だったが、その後北部はエリー郡やオタワ郡が分離し、また南部の1郡区はアシュランド郡となった。

## 地理
アメリカ合衆国国勢調査局に拠れば、郡域全面積は494.82平方マイル (1,281.6 km2)であり、このうち陸地491.50平方マイル (1,273.0 km2)、水域は3.33平方マイル (8.6 km2)で水域率は0.67%である。

### 主要高規格道路
| - アメリカ国道20号線 - アメリカ国道224号線 - アメリカ国道250号線 - オハイオ州道4号線 - オハイオ州道13号線 - オハイオ州道18号線 - オハイオ州道25号線 - オハイオ州道60号線 - オハイオ州道61号線 - オハイオ州道99号線 | - オハイオ州道103号線 - オハイオ州道113号線 - オハイオ州道162号線 - オハイオ州道269号線 - オハイオ州道303号線 - オハイオ州道547号線 - オハイオ州道598号線 - オハイオ州道601号線 - オハイオ州道603号線 |

### 隣接する郡
- エリー郡 - 北
- ロレイン郡 - 東
- アシュランド郡 - 南東
- リッチランド郡 - 南
- クロウフォード郡 - 南西
- セネカ郡 - 西
- サンダスキー郡 - 北西

## 人口動態
以下は2000年国勢調査による人口統計データである。
| 基礎データ - 人口: 59,487人 - 世帯数: 22,307 世帯 - 家族数: 16,217 家族 - 人口密度: 47人/km2（121人/mi2） - 住居数: 23,594軒 - 住居密度: 18軒/km2（48軒/mi2） 人種別人口構成 - 白人: 95.98% - アフリカン・アメリカン: 0.97% - ネイティブ・アメリカン: 0.18% - アジア人: 0.25% - 太平洋諸島系: 0.01% - その他の人種: 1.63% - 混血: 0.99% - ヒスパニック・ラテン系: 3.56% 年齢別人口構成 - 18歳未満: 28.3% - 18-24歳: 8.5% - 25-44歳: 28.9% - 45-64歳: 21.9% - 65歳以上: 12.4% - 年齢の中央値: 35歳 - 性比（女性100人あたり男性の人口） - 総人口: 96.1 - 18歳以上: 92.9 | 世帯と家族（対世帯数） - 18歳未満の子供がいる: 36.3% - 結婚・同居している夫婦: 58.5% - 未婚・離婚・死別女性が世帯主: 10.4% - 非家族世帯: 27.3% - 単身世帯: 23.1% - 65歳以上の老人1人暮らし: 9.74% - 平均構成人数 - 世帯: 2.64人 - 家族: 3.11人 収入と家計 - 収入の中央値 - 世帯: 40,558米ドル - 家族: 46,911米ドル - 性別 - 男性: 35,760米ドル - 女性: 22,785米ドル - 人口1人あたり収入: 18,133米ドル - 貧困線以下 - 対人口: 8.5% - 対家族数: 6.5% - 18歳未満: 11.0% - 65歳以上: 7.7% |

## 郡区

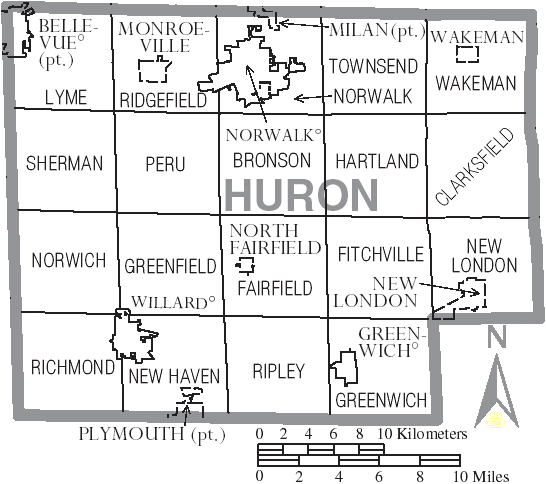
ヒューロン郡図

ヒューロン郡は下記19の郡区に分割されている。
| - ブロンソン - クラークスフィールド - フェアフィールド - フィッチビル - グリーンフィールド | - グリニッチ - ハートランド - ライム - ニューヘイブン - ニューロンドン | - ノーウォーク - ノリッジ - ペルー - リッチモンド - リッジフィールド | - リプリー - シャーマン - タウンゼント - ウェイクマン |

## 都市
- ベルビュー
- ノーウォーク - 郡庁所在地
- ウィラード

### 村
| - グリニッチ - ミラン - モンロービル - ニューロンドン | - ノースフェアフィールド - プリマス - ウェイクマン |

### 未編入の町
| - ビスマーク - ボートンビル - セルリビル - センタートン - クラークスフィールド - コリンズ - デルファイ - イーストノーウォーク - イーストタウンゼント - フィッチビル - ギニアコーナーズ | - ハンビルコーナーズ - ハートランド - ハートランドステーション - ハバナ - ホリデイレイクス - ハンツコーナーズ - ヒューロンジャンクション - マイアーズミルズ - ニューヘイブン - ニューピッツバーグ - ノースモンロービル | - オリーナ - ペルー - フェニックスミルズ - ポンティアック - スタンダーズバーグ - スチューベン - ストロングスリッジ - ウィーバーズコーナーズ - ウェストクラークスフィールド - ウェストハートランド - ホワイトフォックス |